# Saints Row (игра, 2022)
Saints Row — компьютерная игра в жанре action-adventure, разработанная студией Volition и изданная компанией Deep Silver. Это пятая часть в серии Saints Row, являющаяся перезагрузкой всей франшизы. Релиз состоялся 23 августа 2022 года на платформах Windows, PlayStation 4, PlayStation 5, Xbox One и Xbox Series X/S.

## Игровой процесс
Действие Saints Row происходит в вымышленном городе Санто-Илесо, расположенном на юго-западе США. Санто-Илесо в настоящее время находится под контролем трёх преступных группировок: Los Panteros («Пантеры»), члены которой предпочитают рукопашный бой и грубую физическую силу; The Idols («Идолы»), анархическая банда, сосредоточенная на клубах и ночной жизни; а также Marshall Defense Industries («Маршаллы»), международная частная военная корпорация, базирующаяся в Санто-Илесо, которая обеспечивает безопасность города. Игрок-персонаж, «Босс», собирает новую банду из недовольных членов этих банд и отнимает в процессе игры у них власть. В число этих новых членов входят: Нина, механик, официально работающая в Los Panteros и являющаяся водителем банды; Кевин, диджей, который был частью Idols и руководил исполнением их ограблений; и Элай, предприниматель, который присоединился к Marshall и теперь планирует деятельность банды Босса.
Город разделён на девять районов, включая Ранчо Провиденсио, захудалый сельский городок; Эльдорадо, рай для азартных игр, сопоставимый с Лас-Вегасом; и Монте Виста, пригород. Как и в прошлых играх Saints Row, игрок будет стараться захватить эти районы, предоставляя им определённые преимущества. Впервые игрок сможет использовать пустые участки в охраняемых районах, чтобы начать незаконный бизнес под прикрытием работы официальных предприятий, чтобы финансировать и принести пользу банде. В новом городе будет больше вертикальных областей с инструментами, которые игрок сможет использовать, чтобы воспользоваться этим. Был улучшен игровой процесс вождения, чтобы поощрять использование транспортных средств в качестве оружия.
Игра будет включать в себя самый подробный редактор персонажа для игрока, а также членов его банды, за всю историю серии игр. Будет одновременный кооперативный многопользовательский режим со вторым игроком, в котором каждый будет иметь своего собственного персонажа-босса и будет продвигаться в своих собственных миссиях, помогая другому игроку.

## Разработка
В апреле 2022 года произошла утечка скриншотов игры, которые были выложены на сайте Reddit и на которых с разных ракурсов была представлена пустынная локация и другие её достопримечательности. 21 апреля 2022 года разработчики выпустили трейлер игрового процесса, в котором была показана возможность кастомизации внешнего вида персонажей, автомобилей, оружия и других элементов. 27 апреля 2022 года разработчики выпустили трейлер, в котором рассказывалось об одном из внутриигровых ресторанов «Чалупакабра», который игрок может купить для ведения бизнеса и зарабатывания денег. 18 мая 2022 года в Интернете появилось шесть новых скриншотов игры.

## Саундтрек
Над саундтреком игры работал композитор Saints Row: The Third и Saints Row IV — Малкольм Кирби мл..
| №                   | Название                             | Длительность |
| ------------------- | ------------------------------------ | ------------ |
| 1.                  | «Saints Row Theme»                   | 3:05         |
| 2.                  | «High Noon»                          | 0:44         |
| 3.                  | «Idol Threats»                       | 3:16         |
| 4.                  | «Marshall Combat»                    | 1:00         |
| 5.                  | «Observe and Report»                 | 2:31         |
| 6.                  | «Ambient Theme»                      | 0:51         |
| 7.                  | «Panteros Combat»                    | 1:19         |
| 8.                  | «Arid Desert»                        | 0:29         |
| 9.                  | «Idols Combat»                       | 1:16         |
| 10.                 | «Notoriety I»                        | 2:08         |
| 11.                 | «The Forge»                          | 2:12         |
| 12.                 | «Beauty Desert»                      | 0:34         |
| 13.                 | «The Great Train Robbery»            | 2:41         |
| 14.                 | «First F#@!ing Day - Nahualli Theme» | 2:21         |
| 15.                 | «Boothill»                           | 1:20         |
| 16.                 | «Notoriety II»                       | 1:29         |
| 17.                 | «Tension»                            | 0:27         |
| 18.                 | «Saints Row Theme Reimagined»        | 1:42         |
| Общая длительность: | Общая длительность:                  | 29:33        |

## Приём

### До релиза
В мае 2022 года Элис Белл из Rock, Paper, Shotgun предположила, что если игра не окажется кучей багов с флуоресцентными плащами, то почти на 100 % она будет приятным продуктом, но хоть геймплей и представляет собой коллаж из ярких цветов, взрывов, полицейских, смены машин и плана, оставляющий впечатление веселья без какой-то конкретики, а причин называть всё это игрой Saints Row — нет. Джордан Рами из Gamespot с сожалением отметил, что это банальная криминальная игра с открытым миром с серией циклов активностей: в убежище банды выбираете задание, едете на точку интереса на карте, выполняете задание, возвращаетесь в убежище за следующим заданием. Мир на игрока практически не реагирует.

### После релиза
| Сводный рейтинг    | Сводный рейтинг                     |
| Агрегатор          | Оценка                              |
| ------------------ | ----------------------------------- |
| Metacritic         | PC: 66/100 PS5: 62/100 XSXS: 66/100 |
| Иноязычные издания |                                     |
| Издание            | Оценка                              |
| Edge               | 4/10                                |

Игра получила смешанные отзывы на всех платформах.